# Митрохина, Галина Михайловна
Галина Михайловна Митрохина (урожденная Самородова , затем Константинова; родилась 14 февраля 1940 года) — советская спортсменка по академической гребле. Шестикратная чемпионка Чемпионатов Европы по академической гребле, также имеет бронзовую и серебряную медаль Чемпионатов Европы по этому виду спорта. Девятикратная чемпионка СССР. После окончания спортивной карьеры работала тренером.